# Craniotomia

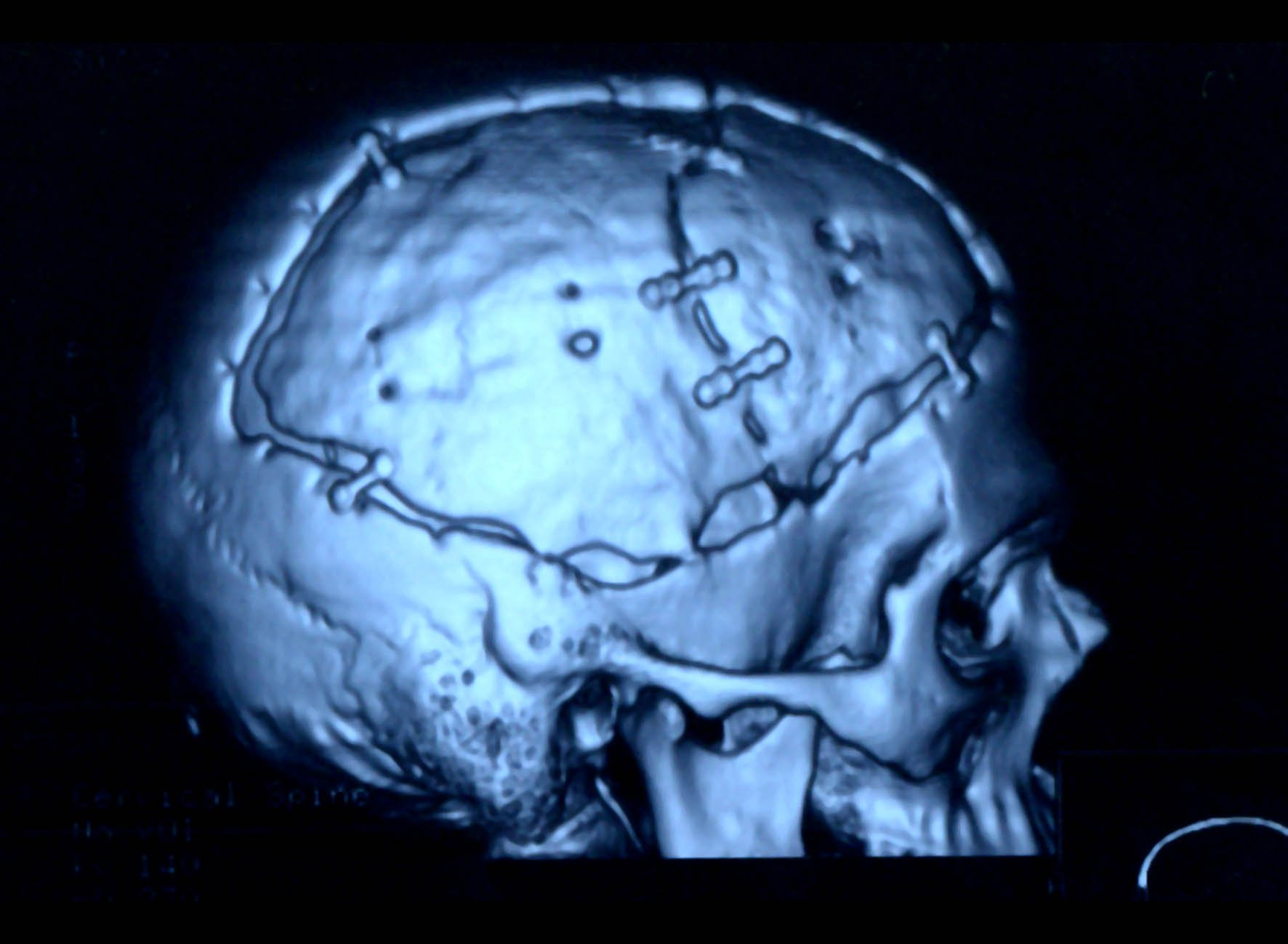
Craniotomia, viti in titanio

La craniotomia è una procedura chirurgica in cui una parte del cranio viene temporaneamente rimossa per esporre l'encefalo ed eseguire un intervento intracranico. Le condizioni più comuni che possono essere trattate tramite questo approccio includono tumori cerebrali, aneurismi, malformazioni arterio-venose, empiemi subdurali, ematomi subdurali ed ematomi intracerebrali. Strumenti e attrezzature specializzate vengono utilizzati per rimuovere la sezione ossea, chiamata lembi osseo. Il lembi osseo viene temporaneamente rimosso, tenuto sul tavolo degli strumenti chirurgici e poi riposizionato dopo che l'intervento cerebrale è concluso. In alcuni casi, a seconda dell'eziologia e dell'indicazione per la procedura, l'osso può essere scartato, conservato nello spazio sottocutaneo addominale o criopreservato in condizioni di conservazione a freddo. Se il lembi osseo viene scartato o non riposizionato nel cranio durante la stessa operazione, la procedura è chiamata craniectomia. In una craniectomia decompressiva utilizzata per il trattamento dell'edema cerebrale maligno, il lembi osseo viene riposizionato alcune settimane dopo che il gonfiore cerebrale è migliorato. La procedura chirurgica per ricostruire e riposizionare il lembi osseo nel cranio durante un secondo intervento è nota come cranioplastica.
Dal punto di vista storico, le procedure craniche variavano da un singolo foro di trepanazione a una craniectomia più ampia. Le craniotomie moderne vengono eseguite collegando una serie di fori di trepanazione. Sebbene la trepanazione sia la tecnica chirurgica cranica più antica, con antichi resoconti che risalgono a 2300 anni fa, la nostra attuale tecnica chirurgica moderna per la craniotomia è il risultato finale della procedura introdotta alla fine del XIX secolo dal chirurgo autodidatta Wilhelm Wagner. Sebbene la transizione dalla trepanazione a una resezione su misura tramite craniotomia sia avvenuta molto più tardi nella storia, antiche civiltà, come gli Inca in Perù, dovevano avere una certa familiarità di base con l'anatomia e gli interventi chirurgici nonostante la loro conoscenza rudimentale della patologia.
A seconda del tipo di lesione intracranica, della patologia e dell'approccio chirurgico, alcune procedure di craniotomia possono essere assistite dalla guida della neuronavigazione basata su immagini di risonanza magnetica o tomografiche computerizzate per adattare l'intervento alle dimensioni del tumore utilizzando la minima incisione possibile. La neuronavigazione è una moderna tecnologia computerizzata che può aiutare i chirurghi a localizzare la patologia con maggiore precisione unendo una serie di punti craniofacciali nel paziente. La neuronavigazione offre una migliore guida, orientamento e localizzazione. Fornisce un livello superiore di fiducia per il chirurgo e un miglior esito per il paziente.

## Storia
L'approccio della craniotomia è evoluto nel corso del tempo. La trepanazione, che significa "trapano", divenne sinonimo di trepanazione a causa dello strumento francese "tres fines", che significa "tre estremità". La trepanazione è stata eseguita dagli uomini preistorici sia per magia che per rituali religiosi per liberare demoni e spiriti maligni o per indossarli come amuleti fin dal 1783. Durante l'era neolitica, la perforazione terapeutica veniva eseguita con strumenti taglienti appuntiti realizzati in silice o ossidiana. Il principio della perforazione ad arco è stato ottenuto da quello della produzione del fuoco ed è stato utilizzato dagli Egizi nel 1400 a.C. L'approccio alla craniotomia è stato presunto essere stato scritto da Imhotep intorno al 2900 a.C. L'uso terapeutico della craniotomia per gestire le fratture fu intrapreso nel V secolo a.C. da Ippocrate. Gli strumenti furono dettagliati già nel 1518 in "De fractura calvae" di Berengario. Celso sostenne la trepanazione coinvolgendo sequenzialmente la cortice esterna, il tessuto diploico e infine la cortice interna, proteggendo le meningi. La craniotomia evolve nel periodo del Rinascimento (armi da fuoco e granate) nel XVI e XVII secolo. Nella seconda metà del XIX secolo, l'uso di trepani manuali angolati, dotati di una serie di terminali perforanti o taglienti, fu applicato. Nel 1889 Wagner eseguì per la prima volta un lembo osseo osteoplastico. La sega di Gigli fu utilizzata da Obalinski nel 1897. All'inizio del XIX secolo, l'uso della craniotomia diminuì principalmente a causa delle infezioni e la trepanazione fu limitata a casi eccezionali. I progressi nell'antisepsi e nell'anestesia generale nel XIX secolo portarono alla crescita esponenziale della trepanazione e della craniotomia.

## Anatomia e fisiologia
Esistono molti tipi di craniotomie descritti in letteratura e una comprensione di base dell'anatomia e della fisiologia è necessaria per eseguire una craniotomia adeguata con minori complicazioni. Il tipo di craniotomia è denominato in base all'osso del cranio che viene aperto. I tipici ossi del cranio bersaglio per la craniotomia includono l'osso frontale, parietale, temporale e occipitale. A seconda della posizione della patologia da trattare, possono essere utilizzate craniotomie supratentoriali o infratentoriali (fossa posteriore).
Una delle craniotomie più tradizionali utilizzate è la craniotomia pterionale, una craniotomia supratentoriale che può essere utilizzata per aneurismi della circolazione anteriore, aneurismi dell'arteria punta basilaris, approcci chirurgici diretti al seno cavernoso, tumori dei lobi frontale e temporale, nonché tumori suprasellari come adenomi ipofisari e craniofaringiomi. Un altro tipo di craniotomia supratentoriale è la craniotomia temporale o subtemporale, che può essere utilizzata per la biopsia del lobo temporale, la lobectomia temporale, la chirurgia dell'epilessia temporale, i tumori del lobo temporale, nonché l'accesso al pavimento della fossa cranica media.
La craniotomia frontale è utilizzata per accedere alla base del cranio frontale e al lobo frontale del cervello per approcci al terzo ventricolo o a tumori della regione sellare, craniofaringiomi, meningiomi del planum sphenoidale, tumori del lobo frontale e riparazione delle fistole cerebrospinali anteriori. Altri tipi di craniotomie includono la parietale, l'occipitale e la retrosigmoidea, tra molti altri.

## Indicazioni
Indicazioni per intervento di craniotomia:
Trauma
- Ematoma extradurale acuto, ematoma subdurale acuto, contusioni cerebrali, fratture craniche depressive, corpi estranei intracranici e riparazione delle perdite di liquido cerebrospinale.

Tumore
- Meningioma, glioma di alto grado e di basso grado, epidermoide, ependimoma, oligodendroglioma, metastasi, tumori orbitali, tumori dell'angolo cerebello-pontino e lesioni sellari e parasellari.

Vascolare
- Emorragia intracerebrale, infarto maligno del territorio dell'arteria cerebrale media, trombosi venosa corticale con infarto emorragico, aneurismi, malformazioni vascolari (malformazione arterovenosa, angioma cavernoso, fistola arterovenosa) e decompressione microvascolare.

Infezioni
- Ascesso e empiema subdurale

Lesioni parassitarie
- Cisti idatidea e eurocisticercosi a racemo (NCC)

Varie
- Epilessia, chirurgia funzionale con stimolazione cerebrale profonda, procedure per il dolore di talamectomia e procedure stereotassiche e neuroendoscopiche.